# Новомельницкое сельское поселение
 Новоме́льницкое сельское поселение — упразднённое муниципальное образование в Новгородском районе Новгородской области России.
Административным центром была деревня Новая Мельница.
Территория поселения находится к юго-западу от Великого Новгорода. По его территории протекает река Веряжка.

## Населённые пункты
Лешино, Ляпино, Новая Мельница, Плетниха, Старая Мельница.
В состав Новомельницкого сельского совета входила деревня Анненское, впоследствии упразднённая.